# Här är gudagott att vara
Här är gudagott att vara är en sång med text och musik av Gunnar Wennerberg. 
Sången är ett avsnitt ur Glunt nummer 25, Examens-sexa på Eklundshof, som ingår i sångsamlingen Gluntarne. Den kompletta sången omfattar flera delar som beskriver hur Glunten och Magistern försöker ställa till med en flott examensfest på utvärdshuset Eklundshof, strax söder om dåtidens Uppsala, efter den förres kameralexamen och hur de först ignoreras av kyparen, hur Magisterns tal generar Glunten som försöker avbryta, med mera. Den mest kända delen är när de festande slår sig ner på gräsmattan utanför värdshuset och sjunger:
Här är gudagott att vara
o, vad livet dock är skönt.
Hör, var fröjd från fåglars skara
se vad gräset lyser grönt.
Humlan surrar, fjäriln prålar,
lärkan slår i skyn sin drill,
och ur nektarfyllda skålar
dricka oss små blommor till.

## Andra sånger
Melodin har använts till flera andra sånger, bland annat:
- Skönt det är i kvällens timma
- Tack, min Gud, för vad som varit